# 2009년 니켈로디언 키즈 초이스 어워드
2009 닉 키즈 초이스 어워드는 2009년 3월 니켈로디언에서 연 시상식이다.

## 시상 부문
| 시상 부문                                       | 2009년 |
| ----------------------------------------------- | ------ |
| Favorite Movie (최고의 영화)                    | 예     |
| Favorite Movie Actor (최고의 남자 영화 배우)    | 예     |
| Favorite Movie Actress (최고의 여자 영화 배우)  | 예     |
| Favorite TV Show (최고의 TV프로그램)            | 예     |
| Favorite TV Actor (최고의 TV 남자 배우)         | 예     |
| Favorite TV Actress (최고의 TV 여자 배우)       | 예     |
| Favorite Cartoon (최고의 만화)                  | 예     |
| Favorite Male Singer (최고의 남자 가수)         | 예     |
| Favorite Female Singer (최고의 여자 가수)       | 예     |
| Favorite Song (최고의 음악)                     | 예     |
| Favorite Music Group (최고의 가수 그룹)         | 예     |
| Favorite Male Athlete (최고의 남자 운동 선수)   | 예     |
| Favorite Female Athlete (최고의 여자 운동 선수) | 예     |
| Favorite Video Game (최고의 비디오 게임)        | 예     |
| Favorite Sports Team (최고의 스포츠 팀)         | 아니요 |
| Hall of Fame Award                              | 아니요 |
| Wannabe Award                                   | 아니요 |
| Big Help/Big Green Help Award                   | 예     |
| Favorite Animal Star (최고의 동물 스타)         | 아니요 |

## KCA 2009의 출연자

### MC
- 드웨인 존슨

| 진행자 - 미란다 코스그러브 - 아메리카 페레라 - 캐머런 디애즈 - 잭 에프런 - 휴 잭맨 - 조지 로페즈 - 케케 파머 - 퀸 라티파 - 에이미 포엘러 - 벤 스틸러 - 앨릭스 울프 - 넷 울프 - 조시 펙 - 샌드라 불럭 - 존 시나 - 샤이아 러버프 - 메건 폭스 - 에마 로버츠 - 크리스 록 공연자 - 조너스 브라더스 - 푸시캣 돌스 | 슬라임 스턴트 - 샌드라 불럭 - 윌 페렐 - 휴 잭맨 - 드웨인 존슨 - 조너스 브라더스 - 제시 매카트니 아나운서 - 톰 케니 버프 존 (Burp Zone) - 제리 트레이너 - 맷 시벌리 - 애슐리 아르고타 - 빅토리아 저스티스 - 네이선 크레스 - 제넷 매커디 |

## 같이 보기
- 니켈로디언
- 닉 키즈 초이스 어워드
- 2010 닉 키즈 초이스 어워드